# Swiss Music Awards
Swiss Music Awards (abreviado como SMA) es la ceremonia de premios musicales más grande de Suiza. Su objetivo es promover la música nacional y mostrar su diversidad cultural. El evento permite a los novatos presentar su música a un público más amplio y también galardonar los logros de los artistas más exitosos del país. El espectáculo se transmite en vivo.

## Ganadores

### 2020[2]
| Categoría                        | Ganador                                 |
| -------------------------------- | --------------------------------------- |
| Mejor acto femenino              | Stefanie Heinzmann                      |
| Mejor acto masculino             | Luca Hänni                              |
| Mejor grupo                      | Patent Ochsner                          |
| Mejor acto nuevo                 | Loredana                                |
| Mejor acto en vivo               | Hecht                                   |
| Mejor talento                    | Monet192                                |
| Mejor acto Romandie              | Muthoni Drummer Queen                   |
| Mejor álbum                      | Cut Up de Patent Ochsner                |
| Mejor éxito                      | «Punto» de Loco Escrito                 |
| Mejor acto solista internacional | Billie Eilish                           |
| Mejor grupo internacional        | Rammstein                               |
| Mejor acto nuevo internacional   | Billie Eilish                           |
| Mejor éxito internacional        | «Shallow» de Lady Gaga & Bradley Cooper |
| Mejor artista                    | Baze                                    |
| Logro excepcional                | Stephan Eicher                          |